# Hemixesma anthocrenias
Hemixesma anthocrenias là một loài bướm đêm trong họ Geometridae.